# Palthis eubaealis
Palthis eubaealis är en fjärilsart som beskrevs av William Schaus 1913. Palthis eubaealis ingår i släktet Palthis och familjen nattflyn. Inga underarter finns listade i Catalogue of Life.